# Єськов Олексій Ігорович
Єськов Олексій Ігорович (рос. Еськов Алексей Игоревич, нар. 7 вересня 1973, Невинномиськ, СРСР) — російський футбольний арбітр, колишній футболіст. Арбітр ФІФА з 2011 року.

## Кар'єра
Як футболіст виступав за клуби: ЦСКА (Москва), «Ростсільмаш», «Динамо» (Москва), «Балтика», СКА (Ростов-на-Дону), КАМАЗ (Набережні Челни) та інші.
Як суддя Олексій розпочав кар'єру в 2003 році. Матчі вищого дивізіону Росії судить з 2009 (дебют відбувся 3 жовтня судив матч 24 туру «Хімки» — «Терек»), суддя ФІФА з 2011.
З 2011 судить матчі Ліги Європи УЄФА.
З 2014 судив матчі кваліфікаційного відбору до чемпіонатів Європи 2016.

## Матчі національних збірних
| Дата              | Місце проведення    | Збірні                | Рахунок | Турнір               | ЖК | YK · YK · RK | RK |
| ----------------- | ------------------- | --------------------- | ------- | -------------------- | -- | ------------ | -- |
| 16 листопада 2014 | Стамбул, Туреччина  | Туреччина – Казахстан | 3 – 1   | Кваліфікація ЧЄ 2016 | 4  | 0            | 0  |
| 10 жовтня 2015    | Рейк'явік, Ісландія | Ісландія – Латвія     | 2 – 2   | Кваліфікація ЧЄ 2016 | 4  | 0            | 0  |
| 7 жовтня 2016     | Таллінн, Естонія    | Естонія – Гібралтар   | 4 – 0   | Кваліфікація ЧС 2018 | 0  | 0            | 0  |